# Скотти, Михаил Иванович
Михаи́л Ива́нович Ско́тти (Микела́нждело Пье́тро Ско́тти) (итал. Michel Angelo (Michelagnolo) Pietro Scotti; 17 [29] октября 1814, Санкт-Петербург — 22 февраля [6 марта] 1861, Париж или VIII округ Парижа) — русский живописец и график итальянского происхождения, воспитанник и ученик Алексея Егорова, представитель романтического академизма николаевской эпохи; мастер исторической, портретной и жанровой картины, церковный декоратор. Академик (с 1843) и профессор (с 1855) Императорской Академии художеств.

## Биография

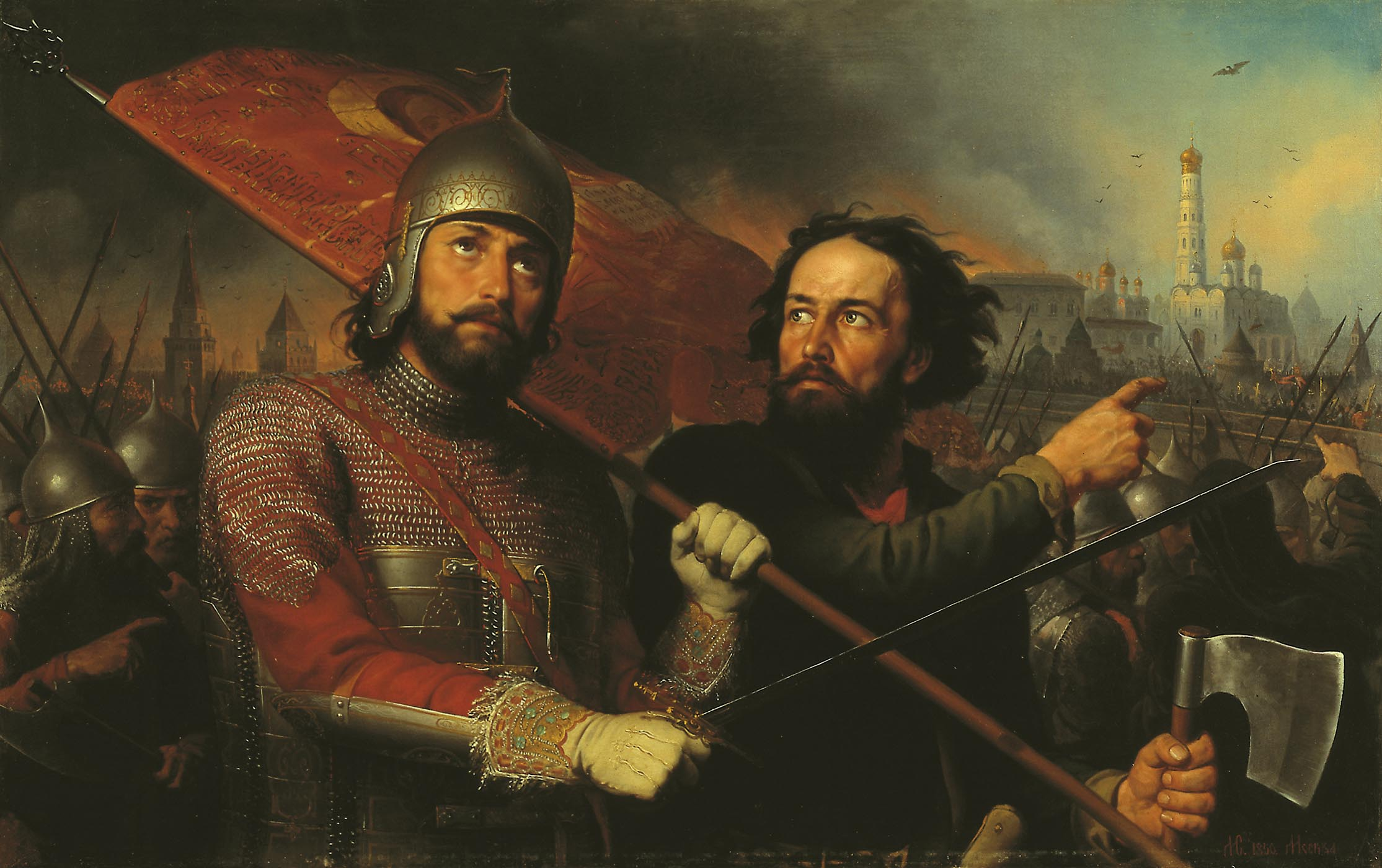
«Минин и Пожарский», (1850), холст, масло — Нижегородский государственный художественный музей

Родился в Санкт-Петербурге; сын художника-декоратора Джованни Батисты (Ивана Карловича) Скотти. Начальное общее образование получил в школе при костёле святой Екатерины. После смерти отца воспитывался в доме исторического живописца профессора А. Е. Егорова. Посещал, в качестве вольноприходящего ученика, занятия в Академии художеств; во время учёбы награждался серебряными медалями за успехи в рисовании с натуры и за портретную живопись. По окончании обучения в 1835 году получил малую золотую медаль за картину «Пожертвования нижегородцев…».
В 1838 году уехал вместе с семьёй графа П. И. Кутайсова в Италию, где пробыл до 1844 года. В Италии сформировался его стиль, напоминающий искусство К. П. Брюллова. В 1844 году М. И. Скотти писал иконы для православной церкви русского посольства в Константинополе. В 1845 году он начал работу по написанию 28 икон для строившегося в Нижнем Новгороде Спасского собора.
Академия художеств 18 ноября 1845 года присвоила ему звание академика «по известным трудам по исторической и акварельной живописи». До весны 1849 года жил в Петербурге, расписывал «тоновские» церкви — Благовещенскую, Введенскую, Мироновскую (не сохранились).
С мая 1849 по ноябрь 1855 года преподавал в Московском училище живописи и ваяния, сменив Ф. С. Завьялова. Среди его непосредственных учеников — К. Е. Маковский, В. В. Пукирев и Н. В. Неврев; у него обучались В. Г. Перов и С. И. Грибков.
В 1857 году уехал в Италию. В 1859 году последний раз посетил Москву для оформления доверенности и духовного завещания. Скончался в Париже; похоронен на кладбище Монмартр.

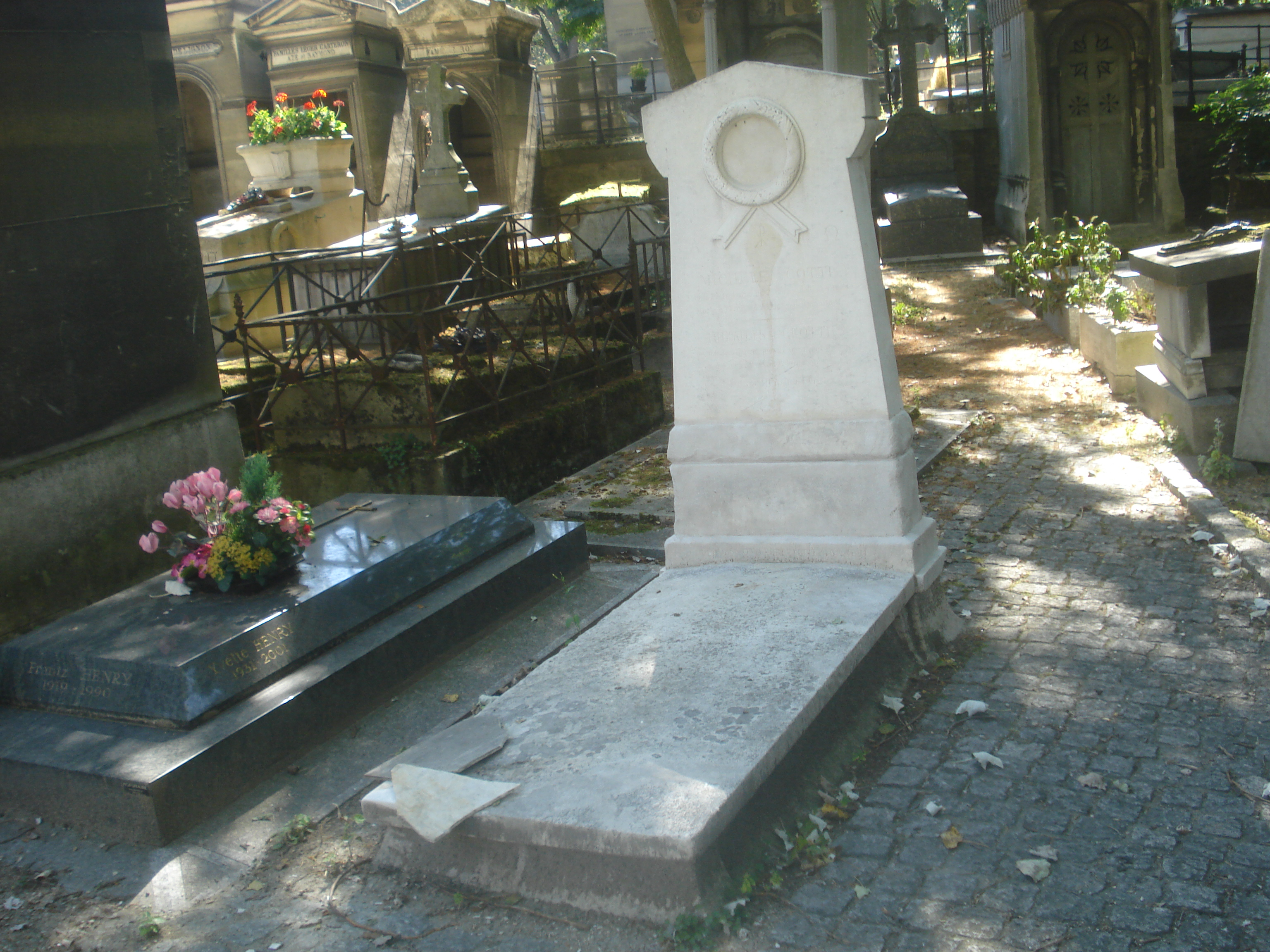
Могила художника в Париже